# Albert Frick
Albert Frick (ur. 21 października 1948 w Schaan) – liechtensteiński polityk, nauczyciel i samorządowiec, od 2013 do 2025 przewodniczący Landtagu.

## Życiorys
Kształcił się w szkole sportowej EHSM, w późniejszych latach studiował nauki o sporcie na Uniwersytecie w Bazylei. Od 1972 do 2009 pracował jako nauczyciel wychowania fizycznego w szkołach podstawowych i średnich. Od 1991 był również inspektorem w administracji oświatowej. Organizator liechtensteińskich związków sportowych w siatkówce (1974) i lekkoatletyce (1984). Kierował misją olimpijską na letnich igrzyskach olimpijskich w 1988, 1992 i 1996.
Działacz Postępowej Partii Obywatelskiej (FBP). W latach 1991–2011 był radnym miejskim w Schaan, w latach 2003–2007 pełnił funkcję zastępcy burmistrza tej miejscowości. W 2009 zasiadł w Landtagu, uzyskiwał reelekcję na kolejne kadencje. W 2013 objął stanowisko przewodniczącego krajowego parlamentu. Nie kandydował w wyborach w 2025, kończąc pełnienie funkcji przewodniczącego Landtagu w tym samym roku.